# Oxira ishidella
Oxira ishidella là một loài bướm đêm trong họ Noctuidae.